# دجاج الأيكة الأسترالي

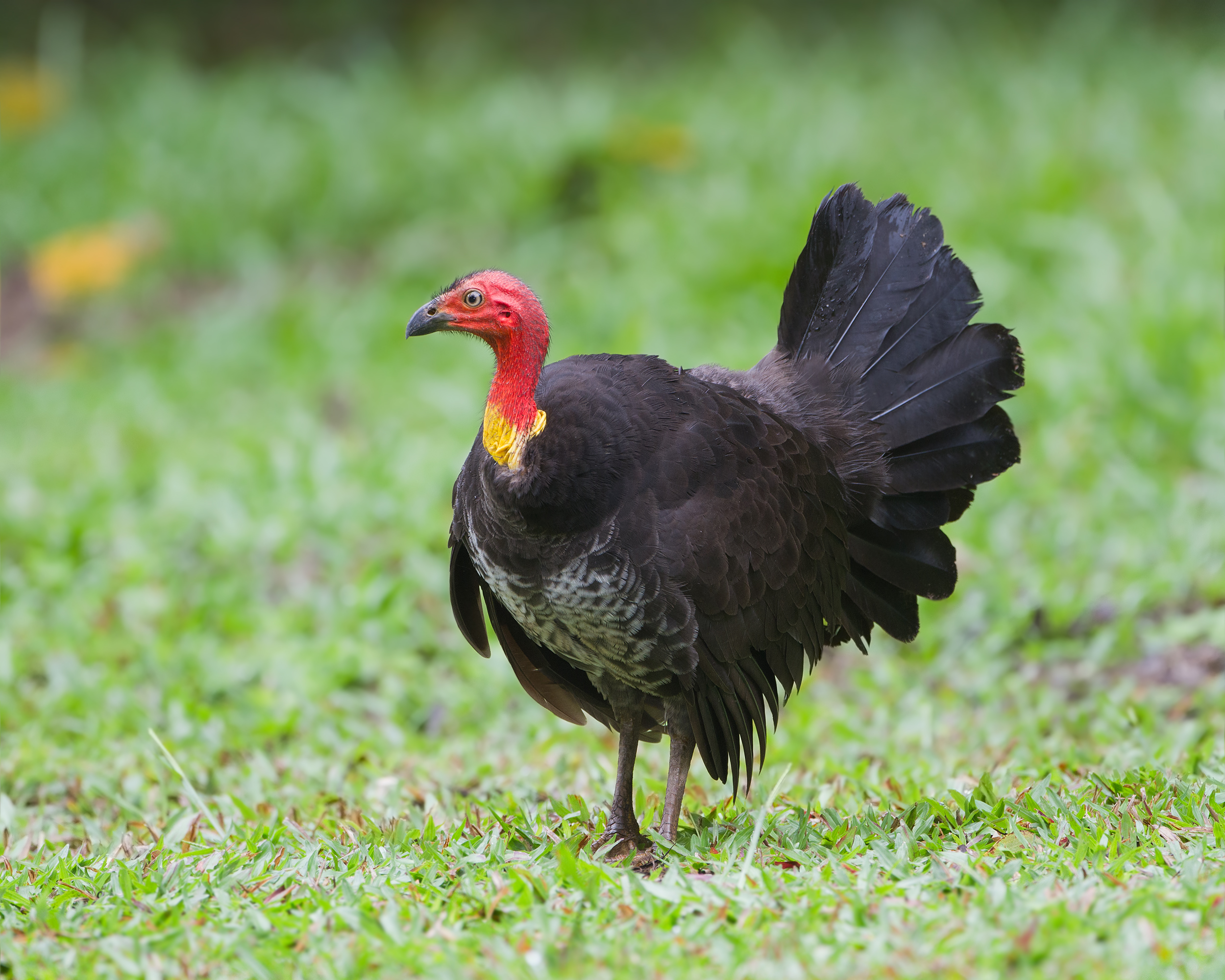
دجاج الأيكة الأسترالي

دجاج الأيكة الأسترالي (بالإنجليزية: Australian brushturkey)‏ هو نوع شائع ومنتشر من طيور البناء من العائلة الشقبانية،
توجد في شرق أستراليا من أقصى شمال كوينزلاند إلى أوروبودالا على الساحل الجنوبي لنيو ساوث ويلز.

## الوصف الشكلي
هو طائر كبير ذو ريش أسود ورأس أحمر، يبلغ طوله الإجمالي حوالي 60-75 سم (23.5-29.5 بوصة)، ويصل طول جناحيه إلى حوالي 85 سم (33 بوصة).
لها ذيل بارز يشبه المروحة مسطح بشكل جانبي، وريشها أسود بشكل أساسي، ولكن برأس أحمر عاري، أصفر (في الأنواع الفرعية) أو أرجواني ( كما في A. l. purpureicollis). يصبح رعثنون الذكور أكبر بكثير خلال موسم التكاثر، وغالبا ما يتأرجح من جانب إلى آخر أثناء الجري. كما تصبح رؤوس الذكور وأقدامهم ذات ألوانٍ أفتح خلال موسم التكاثر والتعشيش. 
ينتشر على الجانب السفلي من الجسم الريش الأبيض، وهو أكثر وضوحا في الطيور الأكبر سنًا. هذا الطائر لا يمكنه الطيران لمسافات طويلة، لكنه يطير في الهواء فقط عندما تهدده المفترسات ليبقى في الأشجار ليلا وأثناء حرارة النهار.